# داویده موچلی
داویده موچلی (ایتالیایی: Davide Mucelli؛ زادهٔ ۱۹ نوامبر ۱۹۸۶) دوچرخه‌سوار اهل ایتالیا است.

## باشگاهی
از باشگاه‌هایی که در آن رکاب زده‌است می‌توان به تیم دوچرخه‌سواری سوپر بتن اشاره کرد.